# Gerco Schröder
Gerco Schröder (ur. 28 lipca 1978) –  holenderski jeździec sportowy. Dwukrotny srebrny medalista olimpijski z Londynu.
Startuje w skokach przez przeszkody. Brał udział w trzech igrzyskach (IO 04, IO 08, IO 12). W 2012 odniósł największy sukces w karierze, sięgając po srebro olimpijskie zarówno indywidualnie, jak i w drużynie. W pierwszym wypadku pokonał go Szwajcar Steve Guerdat, w drugim Holendrów wyprzedzili Brytyjczycy. Startował na koniu London. Jeźdźcami są również jego bracia Ben i Wim. W drużynie był mistrzem świata w 2006 i mistrzem Europy w 2007.